# Sophie Dodémont
Sophie Dodémont (* 30. August 1973 in Pont-Sainte-Maxence, Oise) ist eine französische Bogenschützin.

## Werdegang
Sophie Dodémont siegte 1993 bei den Mittelmeerspielen in Languedoc-Roussillon sowohl in der Einzel- als auch zusammen mit Nathalie Hibon und Carole Ferriou in der Mannschaftswertung.
Sophie Dodémont kehrte im Jahr 2008 auf die internationale Ebene zurück und nahm im selben Jahr im Rahmen der Olympischen Sommerspiele 2008 in Peking zum ersten und bislang einzigen Mal an Olympischen Spielen teil. Im Einzelwettbewerb verlor sie jedoch direkt in der ersten Runde knapp mit 106:107 gegen Anja Hitzler aus Deutschland und schied damit früh aus. Des Weiteren startete sie im Mannschaftswettbewerb zusammen mit Bérengère Schuh und Virginie Arnold für Frankreich. Zu dritt erreichten sie dort nach einem Sieg über Polen das Halbfinale, wo sie jedoch deutlich gegen die späteren Olympiasieger aus Südkorea verloren. Im folgenden Kampf um Platz 3 gewannen sie mit 203:201 gegen Großbritannien und gewannen somit die Bronzemedaille.
Dodémont lebt derzeit in Eaubonne, Val-d’Oise.